# 萧寒 (1924年)
萧寒（1924年11月—2010年8月7日），原名韩朝兰，男，河北清河人，中华人民共和国政治人物。

## 生平
萧寒早年参加抗日战争期间，历任清河县宣传队、青救会书记兼主任，冀南四地委调研室主任，中共威县县委副书记。国共内战期间，担任中共清河县委宣传部部长、副书记，中共湖南省津市市市委书记。中华人民共和国成立后，担任中共安乡县委书记，中共广西省委政策研究室主任。1954年任中共柳州市委书记，后调任南宁市市长兼市委书记。此后升任中共广西壮族自治区党委书记、自治区政府副主席。1982年，担任中共广西壮族自治区党委常务书记。1985年，任山东省人大常委会副主任。